# The Damned (película)
Gallows Hill (también llamada The Damned, Encerrada o La cabaña del diablo) es una película de terror sobrenatural dirigida por Víctor García
 y escrita por Richard D'Ovidio (13 fantasmas).

## Sinopsis
La historia trata sobre un estadounidense, David Reynolds (Facinelli), viudo de su esposa nacida en Colombia, Marcela (Rentería), quien vuela a Bogotá junto con su prometida Lauren (Myles) para recuperar a su rebelde hija adolescente Jill (Ramos), quien está de vacaciones con su tía Gina (Guerra) y con Ramón (Martínez), con quien mantiene una relación.
Mientras los cinco viajan de Bogotá a Medellín por una carretera secundaria durante un torrencial aguacero, a pesar de haber sido advertidos por un policía local (Gamboa), sufren un accidente automovilístico, quedando varados en medio de la nada, donde lo único que encuentran es una desolada posada, en la cual descubren que el viejo posadero llamado Felipe (Angarita) tiene encerrada a una joven en el sótano. Pero su decisión de liberarla tiene consecuencias no deseadas.

## Elenco
| Actor/Actriz       | Personaje        |
| ------------------ | ---------------- |
| Peter Facinelli    | David Reynolds   |
| Sophia Myles       | Lauren           |
| Nathalia Ramos     | Jill Reynolds    |
| Carolina Guerra    | Gina             |
| Gustavo Angarita   | Felipe           |
| Sebastián Martínez | Ramón            |
| Juan Pablo Gamboa  | Capitán Morales  |
| Tatiana Rentería   | Marcela Reynolds |
| Julieta Salazar    | Ana María        |

## Premios y nominaciones
| Año  | Otorgador                   | Premio                   | Asignado a        | Rango    |
| ---- | --------------------------- | ------------------------ | ----------------- | -------- |
| 2013 | Festival de Sitges          | Mejor largometraje       | Gallows Hill      | Nominado |
| 2013 | Premios Tu Estrella         | Mejor película de terror | Gallows Hill      | Nominado |
| 2013 | XIII Entrega Cineasta       | Mejor Actriz             | Nathalia Ramos    | Nominado |
| 2014 | Premios BestWest            | Mejor director           | Víctor García     | Nominado |
| 2015 | Soundtrack Geek Awards 2015 | Mejor música de horror   | Frederik Wiedmann | Ganador  |